# Polymyositis
Die Polymyositis ist eine systemische entzündliche Erkrankung der Skelettmuskeln (Idiopathische entzündliche Myopathie) mit einer perivaskulären lymphozytären Infiltration. Sie wird den entzündlich-rheumatischen Erkrankungen zugeordnet, speziell zu den Kollagenosen. Die Ursache (Ätiologie) ist unbekannt. Im Falle einer Beteiligung der Haut spricht man von Dermatomyositis.

## Formen
Man unterscheidet fünf Formen der Polymyositis:
|          | Form | Häufigkeit     |
| Gruppe 1 | primäre idiopathische Polymyositis | 33 % der Fälle |
| Gruppe 2 | primäre idiopathische Dermatomyositis | 33 %           |
| Gruppe 3 | paraneoplastische Polymyositis oder Dermatomyositis: Begleiterkrankung bei Tumoren der Lunge, des Ovars, der Mamma, des Gastrointestinaltraktes und bei myeloproliferativen Erkrankungen | 8 %            |
| Gruppe 4 | kindliche Dermatomyositis mit Begleitvaskulitis | 5–10 %         |
| Gruppe 5 | Myositis-overlap-Syndrome bei Kollagenosen | 20 %           |

Besonders bei älteren Patienten ist eine Dermatomyositis (zuerst beschrieben von Heinrich Unverricht) bzw. Polymyositis (zuerst beschrieben von Ernst L. Wagner) häufig paraneoplastisch bedingt, wobei die Symptome der Dermatomyositis dem Auftreten eines diagnostisch verifizierbaren Tumorleidens vorausgehen können.
Bei den Polymyositiden dominiert eine Typ-2-Muskelfaseratrophie.

## Symptome
- Muskelschwäche
- Muskelkater
- unspezifische Entzündungszeichen (CRP, Fieber, Blutsenkungsreaktion)
- Arthralgien
- evtl. Raynaud-Syndrom
- evtl. Schluckstörungen u. Beteiligung innerer Organe

Im Falle der Dermatomyositis sieht man folgende Hauterscheinungen:
- lilafarbenes Exanthem über den Augenlidern, Nasenrücken und Wangen
- periorbitales Ödem
- lokales Erythem
- schuppende ekzematöse Dermatitis.

Labordiagnostisch findet man erhöhte Muskelenzymwerte. Der Nachweis von Autoantikörpern ist möglich, z. B. Anti-Jo1-Antikörper.

## Prognose
Die Mortalität ist um den Faktor 4 erhöht. Häufigste Todesursache sind Herz- und Lungenerkrankungen.
Die Hälfte der Betroffenen kann die Kortikoidtherapie nach fünf Jahren absetzen und erreicht eine vollständige Heilung, wobei eine Schwäche der Muskulatur zurückbleiben kann. Bei 30 % kommt die Erkrankung zum Stillstand. Etwa 20 % erleiden eine Verschlechterung trotz Therapie.
Besonders bei älteren Patienten ist eine Dermato- bzw. Polymyositis häufig paraneoplastisch bedingt, wobei die Symptome der Dermatomyositis dem Auftreten eines diagnostisch verifizierbaren Tumorleidens vorausgehen können.

## Therapie
Die Erkrankung erfordert eine körperliche Schonung. Als Therapiemittel der Wahl werden Kortikosteroide (Prednison) eingesetzt. Darüber hinaus können Immunsuppressiva und Immunglobuline verabreicht werden.
Langfristig ist eine Krankengymnastik anzustreben.